# 猫物語
『猫物語』（ネコモノガタリ）は、西尾維新による青春怪異小説。〈物語〉シリーズ第4弾（通巻6、7巻目）として講談社BOX（講談社）より「黒」が2010年7月に、「白」が2010年10月に刊行された。イラストはVOFANが担当している。
2012年12月31日にTOKYO MX、BS11、ニコニコ生放送にて『猫物語（黒）』のテレビアニメが放送され、『猫物語（白）』のアニメに関しては、2013年7月より『〈物語〉シリーズ セカンドシーズン』の一編として放送された。

## 概要
『猫物語』は21世紀初頭の日本の田舎町に出没する「怪異」に関わる事件を描く〈物語〉シリーズの作品である。吸血鬼の能力を持つ高校生の阿良々木暦（あららぎこよみ）とその同級生の少女・羽川翼（はねかわつばさ）が猫の怪異に関わる事件を描いている。「黒」「白」と対を成すように命名されているが、内容的にはそれぞれ独立している。
『猫物語（黒）』は第禁話「つばさファミリー」。『化物語』第五話「つばさキャット」であらすじが語られていたゴールデンウィークの物語となっている。時系列的には『傷物語』第零話「こよみヴァンプ」と『化物語』第一話「ひたぎクラブ」の間になり、羽川翼とその家族について描かれている。一部「つばさキャット」時の回想と矛盾する点があるが、これについては阿良々木暦が翼に気を遣って真実を伏せて語ったからだと説明されており、「つばさファミリー」の方が真実に近いとされている。この巻はアニメ『化物語』のBlu-ray Disc/DVDの最終巻である「つばさキャット」と同時に発売された。アニメ『化物語』放送後、初めて刊行された巻であり、作中にてアニメ『化物語』について言及されている箇所がある。
『猫物語（白）』は第懇話「つばさタイガー」。『化物語』『猫物語（黒）』でも解決しなかった羽川翼の物語に決着がつけられる。時系列的には『傾物語』第閑話「まよいキョンシー」の後、夏休みが明けた二学期開始直後の物語となる。従来のシリーズ作は全て阿良々木暦の視点で語られていたが、本作では羽川翼が語り手を務め、以降も暦以外のキャラクターも主人公を務めるようになった。翼視点のため、雑談パートが従来作より少なく、シリーズの転換点となった。
本作の執筆前、2009年に行われた西尾維新のインタビューでは、『傾物語』『猫物語』の2冊を書いて完結すると語っており、『猫物語』は最後になる予定とされていた。しかし予定が変更され『猫物語』が『傾物語』より先に発売となり、さらにその『猫物語（黒）』では『花物語』『囮物語』『鬼物語』『恋物語』の刊行が発表された。
なお、『猫物語（白）』からは当初の予定になかった「セカンドシーズン」とされており、この先の展開については作者も知りえぬ未来だとあとがきに書かれている。
販売部数は「黒」が2010年9月6日までの5週間の累計で約13万部、「白」は2010年11月22日までの3週間の累計で約13万部となっている。
『猫物語（白）』の放送開始日である2013年7月6日の読売新聞の朝刊には、書き下ろしの短々編「つばさボード」が掲載された。

## あらすじ

### つばさファミリー
春休みに吸血鬼の眷属とされ、「後遺症」を持ちながらも「人間」に戻ることができた高校三年生の少年阿良々木暦は、その時に出会った羽川翼に対して自分が抱いている感情が恋であるのかそうでないのか、悩んでいた。
ゴールデンウィークの初日、暦は頬が大きなガーゼで覆われた翼に出会った。暦が問い詰めると翼は父親に殴られたと言う。血の繋がらない愛情の無い家庭で育った翼の境遇を知り暦は愕然とする。その後、車に轢かれた尾の千切れた猫の亡骸を見つけた翼は躊躇わず埋葬した。
妖怪変化の専門家である忍野メメはその話を聞くや翼の身を案じる。何故なら「障り猫」と呼ばれる怪異が埋葬された猫であり、翼に取り憑いた恐れがあるらしいからだ。そして、その夜暦は、髪の色が真っ白なネコ耳の怪異へと変わり果てた翼に出会ったのであった。怪異となった翼は街中で暴れ、人々を襲い始める。その翼をメメは専門家として止めようとするが、膨大な知識を共有する翼に憑依した障り猫には策を全て見破られてしまい数多の敗北を喫する。やがて自分が翼へ抱く感情が何なのか結論を出した暦は、翼と対決することを決意する。

### つばさボード
羽川翼はアーサー・C・クラークの『3001年終局への旅』を読んだ時、自分のことを言われたような気になったと戦場ヶ原ひたぎに話す。現代は否応無しに知識や情報が入ってくるため、知識に溺れそうになってしまう。知識の海で溺れないようにビート板が必要ではないかという翼だが、ひたぎは板つながりでモノリスのことを思い出す。人類に進化を促すモノリスも善意は無く、結局は知識と同じものではないか。翼は不要な知識を削除できたら便利なのにと話すのだが、ひたぎはそれを聞いて不意に沈黙するのだった。

### つばさタイガー
ファイヤーシスターズに関わっていた怪異―蜂と不死鳥の事件のあった夏休みが終わり、私立直江津高校は二学期を迎えようとしていた。翼は二学期早々、巨大な虎の怪異に出会う。
その日、翼の家は火事になり全焼する。行くあての無くなった翼は学習塾跡や戦場ヶ原ひたぎの家、阿良々木家、と寝床を転々とするのだが、原因不明の記憶の欠落に悩まされる。もうひとつ、困ったことに暦が新学期から行方不明になっているのだった。

## 登場キャラクター
阿良々木 暦（あららぎ こよみ）
声 - 神谷浩史
『黒』の主人公。春休みに吸血鬼に襲われて以来その特性を体に残している少年。直江津高校の三年生男子だが、友達は少なく『不動の寡黙』と呼ばれている。
阿良々木 月火（あららぎ つきひ）
声 - 井口裕香
阿良々木家の次女。暦の小さい方の妹。中学二年生で、キャラ立ちを意識しヤンデレになる。自分の声を井口裕香みたいだと思っている。ことあるごとに髪型を変え、『白』では三つ編みを首に巻いている。
阿良々木 火憐（あららぎ かれん）
声 - 喜多村英梨
阿良々木家の長女。暦の大きい方の妹。中学三年生で、根っからの体育会系。正義感が強く、妹の月火と一緒に「栂の木二中のファイヤーシスターズ」と呼ばれている。『黒』ではポニーテールだったが、『白』では前髪直線のボブカットに変えている。
羽川 翼（はねかわ つばさ）
声 - 堀江由衣
本作の主題となっている少女で『白』の主人公。暦のクラスの委員長。幼くして両親が死亡したため、何度か苗字が変わっている。現在は血の繋がらない両親と暮らしているが、家庭内に不和と歪みを抱えている。『黒』ではゴールデンウィークの時は眼鏡をかけ、三つ編みをしていたが、『白』では髪を切りコンタクトにした。
ブラック羽川
声 - 堀江由衣
メメ命名の障り猫（さわりねこ）と呼ばれる尾のない白い猫の怪異が羽川翼に取り憑いたことで生まれた新種の怪異。ブラックとは言っても髪も肌も透き通る様に白い。エナジードレイン能力を持っており、触れた者から生気を吸い取ることができる。
吸血鬼幼女（旧キスショット） / 忍野 忍（おしの しのぶ）
声 - 坂本真綾
春休みに日本に襲来した怪異の王。暦を吸血鬼の眷属とした張本人だが、忍野メメの手によって真の名と力を奪われて、暦の血以外は受け付けない体質になっている。外見は8歳の幼女でドーナツが大好物。『黒』での功績を買われ、「忍野忍」という名前を与えられた。『黒』の地の文では「吸血鬼幼女」だがアニメ版のキャストロールでは「旧キスショット」と表記されている。
忍野 メメ（おしの メメ）
声 - 櫻井孝宏
学習塾跡地の廃墟に住み着いて怪異譚の収集を行っている妖怪変化の専門家。30代のおっさん。民間伝承に詳しく怪異への対処も熟知しているが、既存の枠にはまらない新種の怪異に対しては苦戦する。
戦場ヶ原 ひたぎ（せんじょうがはら ひたぎ）
声 - 斎藤千和
暦や翼のクラスメイト。春先までは髪を腰までのばしており、「深窓の令嬢」と呼ばれていたが、夏に髪をばっさり切った。民倉荘というボロアパートに住んでいる。
八九寺 真宵（はちくじ まよい）
声 - 加藤英美里
いつもリュックを背負っている小学5年生の少女。阿良々木家にリュックを忘れたため、暦を探している。
神原 駿河（かんばる するが）
声 - 沢城みゆき
直江津高校の二年生女子。礼儀正しいが、気遣いはゼロ。以前に猿の怪異に関わったため、今でも左腕に包帯をしている。
阿良々木母
声 - 折笠愛
暦の母親。警察官をしており正義感は強い。
エピソード
声 - 入野自由
人間と吸血鬼を両親とするヴァンパイア・ハーフの少年。フリーのヴァンパイア・ハンターをしており、金を払えば吸血鬼退治を請け負ってくれる。外見からはそうは見えないが、実年齢は6歳。
臥煙 伊豆湖（がえん いずこ）
声 - 雪野五月
メメの先輩。体は小さいがXLの服を着るという妙なファッションが似合う女性。何らかの事件に関わっているらしく、エピソード達を引き連れている。

## 既刊一覧

### 小説
- 西尾維新（著） / VOFAN（イラスト） 『猫物語』 講談社〈講談社BOX〉、全2巻
  - 「黒」2010年7月28日発行（7月29日発売[5]）、ISBN 978-4-06-283748-4
  - 「白」2010年10月27日発行（10月28日発売[6]）、ISBN 978-4-06-283758-3

### アニメ関連書籍
- 『副物語 アニメ偽物語&猫物語（黒）副音声副読本』全2巻
  - 「上」2015年8月11日発売[7]、ISBN 978-4-06-219697-0
  - 「下」2015年9月17日発売[8]、ISBN 978-4-06-219744-1
  - ブルーレイおよびDVD版に収録された西尾維新書き下ろしによる副音声「キャラクターコメンタリー」の脚本を収録している。

## テレビアニメ
『猫物語（黒）』が2012年12月31日にスペシャル番組として、TOKYO MX（東京地区、地上デジタル放送）、BS11（BSデジタル放送）、ニコニコ生放送（ネット配信）の3メディアにおいて、CMまで含め同時放送・配信された。これに先駆け、2012年12月29日にはTOHOシネマズ六本木ヒルズにて抽選で240名を招いてイベント上映された。
また、『猫物語（白）』を含む物語シリーズ・セカンドシーズンもアニメ化されており、2013年7月より放送された。なお、セカンドシーズン第6話は暦が語り手を務める『猫物語（黒）』の総集編が放送された。

### スタッフ
- 原作 - 西尾維新（講談社BOX）
- キャラクター原案 - VOFAN
- 総監督 - 新房昭之
- 監督 - 板村智幸
- 構成 - 東冨耶子、新房昭之
- キャラクターデザイン - 渡辺明夫
- 総作画監督 - 渡辺明夫、杉山延寛
- 美術設定 - 大原盛仁
- プロダクションデザイン - 武内宣之
- 美術監督 - 飯島寿治
- カラーデザイン - 滝沢いづみ
- 色彩設定 - 日比野仁
- ビジュアルエフェクト - 酒井基
- 撮影監督 - 会津孝幸
- 編集 - 松原理恵
- 音響監督 - 鶴岡陽太
- 音楽 - 神前暁
- 音楽制作 - アニプレックス
- プロデューサー - 岩上敦宏、松下卓也、久保田光俊
- アニメーション制作 - シャフト
- 製作 - アニプレックス、講談社、シャフト

### 主題歌
テレビ放送版・ネット配信版ではOPは第1話のみ、EDは第4話のみ。BD/DVD版には各話にOP/EDが挿入される。
オープニングテーマ「perfect slumbers」
作詞 - meg rock / 作曲・編曲 - 神前暁（MONACA） / 歌 - 羽川翼（堀江由衣）
第3話と第4話の歌詞はそれぞれ第1話および第2話で使われる1番の歌詞とは異なっており、meg rockの提案により2番の歌詞も織り交ぜた変則的な構成となっている。
「芽を出す前の種の状態」である翼をイメージした楽曲であり、曲名にslumbers（うたた寝）が使われているのはこのためである。
エンディングテーマ「消えるdaydream」
作詞 - こだまさおり / 作曲・編曲 - 神前暁（MONACA） / 歌 - 河野マリナ

### 各話リスト
| 話数   | サブタイトル            | 脚本     | 絵コンテ | 演出       | 作画監督                            |
| ------ | ----------------------- | -------- | -------- | ---------- | ----------------------------------- |
| 第壹話 | つばさファミリー 其ノ壹 | 木澤行人 | 川畑喬   | 川畑喬     | 杉山延寛、松浦力 新垣一成           |
| 第貳話 | つばさファミリー 其ノ貳 | 木澤行人 | 川畑喬   | 岡田堅二朗 | 新垣一成、小堺能夫 松浦力、山村洋貴 |
| 第參話 | つばさファミリー 其ノ參 | 中本宗応 | 板村智幸 | 板村智幸   | 松浦力、宮井加奈                    |
| 第肆話 | つばさファミリー 其ノ肆 | 中本宗応 | 板村智幸 | 板村智幸   | 名倉靖博、山村洋貴 松浦力、小堺能夫 |

### 放送局
| 放送地域 | 放送局         | 放送期間       | 放送日時           | 放送系列   | 備考             |
| -------- | -------------- | -------------- | ------------------ | ---------- | ---------------- |
| 東京都   | TOKYO MX       | 2012年12月31日 | 月曜 22:00 - 23:58 | 独立局     | E!TV枠           |
| 日本全域 | BS11           | 2012年12月31日 | 月曜 22:00 - 24:00 | BS放送     | ANIME+枠         |
| 日本全域 | ニコニコ生放送 | 2012年12月31日 | 月曜 22:00 - 24:00 | ネット配信 |                  |
| 日本全域 | WOWOWプライム  | 2013年11月17日 | 日曜 25:30 - 27:35 | BS放送     |                  |
| 日本全域 | AT-X           | 2014年4月6日   | 日曜 21:00 - 23:00 | CS放送     | リピート放送あり |

### Blu-ray / DVD
テレビアニメを収録したパッケージソフト。Blu-ray Disc完全生産限定版、DVD完全生産限定版、DVD通常版の3種類が発売。完全生産限定版は主題歌やサウンドトラック、あとがたりを収めた音楽CDなどの各種特典が付属する。恒例となった西尾維新書き下ろしのキャラクターコメンタリー（登場キャラクターによるオーディオコメンタリー）は本作にも収録される。
「つばさタイガー 其ノ壹」の予告編はいずれのメディアでも放送・配信されていないため、パッケージソフト第二巻購入者限定の特典となる。
Blu-ray第1巻完全生産限定版は、初週4.3万枚を売り上げ、オリコン週間Blu-rayランキングのアニメ部門1位となった。Blu-ray第2巻完全生産限定版は、初週4.3万枚を売り上げ、オリコン週間Blu-rayランキングのアニメ部門1位、同時発売のDVDも初週5732枚を売り上げ、オリコン週間DVDランキングのアニメ部門1位となり、両ランキングのアニメ部門を同時制覇した。
| 巻数   | サブタイトル           | 収録話                         | 発売日       | コメンタリー                                                                    | 限定版付属CD                              |
| ------ | ---------------------- | ------------------------------ | ------------ | ------------------------------------------------------------------------------- | ----------------------------------------- |
| 第一巻 | つばさファミリー（上） | 第1話 - 第2話                  | 2013年3月6日 | 八九寺真宵、神原駿河                                                            | オープニングテーマ&猫物語（黒）劇伴音楽集 |
| 第二巻 | つばさファミリー（下） | 第3話 - 第4話                  | 2013年4月3日 | 影縫余弦、斧乃木余接                                                            | エンディングテーマ&あとがたり完全版       |
| BOX    | -                      | 偽物語全11話 猫物語（黒）全4話 | 2015年7月8日 | 以前に発売された『偽物語』『猫物語（黒）』の BD / DVDに収録されたものを全て収録 | -                                         |